# Elisabeth van Nassau-Hadamar
Elisabeth van Nassau-Hadamar († 18 december 1413), Duits: Elisabeth Gräfin von Nassau-Hadamar, was een geestelijke uit het Huis Nassau-Hadamar, een zijtak van de Ottoonse Linie van het Huis Nassau. Ze was sinds 1370 als Elisabeth III abdis en vorstin van het Sticht Essen.

## Biografie
Elisabeth was de derde dochter van graaf Johan van Nassau-Hadamar en Elisabeth van Waldeck, dochter van graaf Hendrik IV van Waldeck en Adelheid van Kleef.
Op grond van haar adellijke afstamming had Elisabeth de mogelijkheid om in de rijksabdij te Essen in te treden. Op 26 maart 1370 werd ze daar tot abdis en vorstin gekozen. Daarmee werd Elisabeth tegelijkertijd rijksvorstin. Om de verkiezing van vreemden te voorkomen werden Wahlkapitulationen ingevoerd. De oudst bewaarde van het Sticht Essen komt uit het verkiezingsjaar van Elisabeth.
De tijd waarin Elisabeth abdis was, bleef niet zonder wrijvingen en complicaties. In tegenstelling tot voorgangsters eiste Elisabeth een huldiging door de raad en burgerij van de stad Essen. Daarbij kwam dat Elisabeth de beëdiging van de rechters van de stad voor het dameskapittel eiste. Die eed was weliswaar in de door haar ondertekende Wahlkapitulation vastgelegd, maar werd gewoonlijk niet uitgevoerd. Als gevolg hiervan richtte de stad een eigen stadsrechtbank op. Wegens de verder oplopende spanning liet Elisabeth in 1372 door keizer Karel IV de hoogheidsrechten over de stad Essen bekrachtigen. Slechts vijf jaar later liet de stad Essen door dezelfde keizer de onafhankelijkheid van het sticht en een rijksstedelijk zelfbestuur bekrachtigen. Deze beide oorkonden waren niet met elkaar verenigbaar.
In 1399 kwam het tot een eerste overeenstemming, die in de zogenaamde scheidingsbrief vastgelegd werd. Elisabeth verwief de hoogheidsrechten. Ze mocht echter geen huldiging meer verlangen. De stad Essen werd onder andere zelfbestuur toegestaan. Door deze brief vond de secularisatie van de stad van het damessticht plaats.
Gedurende haar ambtstijd was Elisabeth verantwoordelijk voor de reeds onder haar voorgangsters begonnen nieuw-, om- en wederopbouwwerkzaamheden aan de Munster van Essen. In deze kerk werd Elisabeth ook begraven.

Het wapen van het Huis Nassau
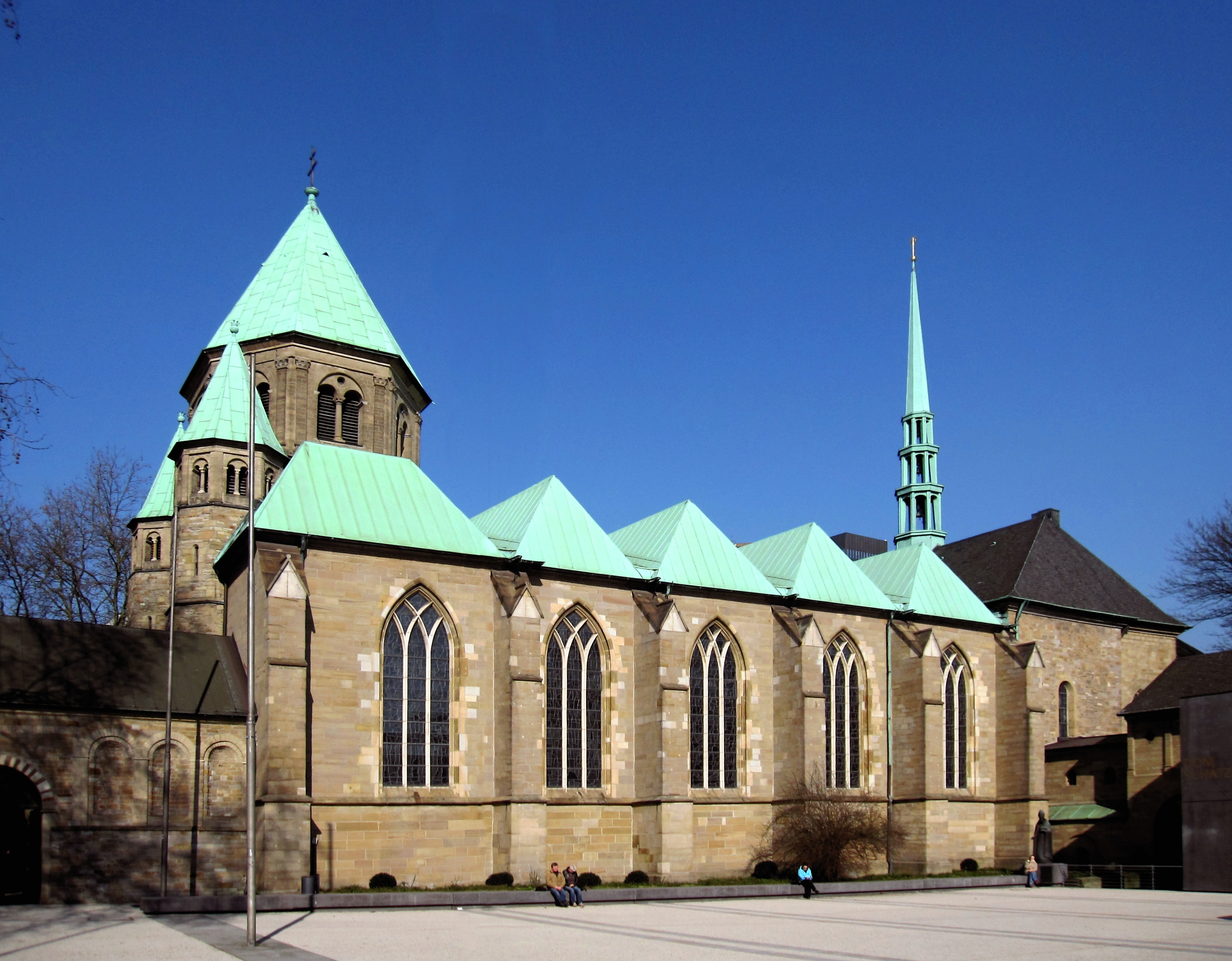
De Munster van Essen

## Voorouders
| Voorouders van Elisabeth van Nassau-Hadamar | Voorouders van Elisabeth van Nassau-Hadamar                                                               | Voorouders van Elisabeth van Nassau-Hadamar                                          | Voorouders van Elisabeth van Nassau-Hadamar                                          | Voorouders van Elisabeth van Nassau-Hadamar                                          | Voorouders van Elisabeth van Nassau-Hadamar                                          | Voorouders van Elisabeth van Nassau-Hadamar                                                      | Voorouders van Elisabeth van Nassau-Hadamar                                                  | Voorouders van Elisabeth van Nassau-Hadamar                                                  |
| ------------------------------------------- | --- | ------------------------------------------------------------------------------------ | ------------------------------------------------------------------------------------ | ------------------------------------------------------------------------------------ | ------------------------------------------------------------------------------------ | ------------------------------------------------------------------------------------------------ | -------------------------------------------------------------------------------------------- | -------------------------------------------------------------------------------------------- |
| Betovergrootouders                          | Hendrik II ‘de Rijke’ van Nassau (ca. 1180–1247/50) ⚭ vóór 1215 Machteld van Gelre en Zutphen (?–na 1247) | Emico IV van Leiningen (?–1276/79) ⚭ Elisabeth (?–1263)                              | Koenraad I van Neurenberg (?–1260/61) ⚭ Clementia (?–?)                              | Albrecht I van Saksen (?–1260) ⚭ 1247/48 Helena van Brunswijk-Lüneburg (1223–1273)   | Hendrik III van Waldeck (?–1267) ⚭ Mechtild van Arnsberg (?–na 1298)                 | Hendrik I ‘het Kind’ van Hessen (1244–1308) ⚭ vóór 1263 Adelheid van Brunswijk-Lüneburg (?–1274) | Diederik V van Kleef (ca. 1226–1275) ⚭ 1255 Aleidis van Heinsberg (?–na 1303)                | Otto II ‘de Lamme’ van Gelre en Zutphen (?–1271) ⚭ 1252/54 Filippa van Dammartin (?–1277/81) |
| Overgrootouders                             | Otto I van Nassau (?–1289/90) ⚭ vóór 1270 Agnes van Leiningen (?–na 1299)                                 | Otto I van Nassau (?–1289/90) ⚭ vóór 1270 Agnes van Leiningen (?–na 1299)            | Frederik III van Neurenberg (?–1297) ⚭ vóór 1278 Helena van Saksen (?–1309)          | Frederik III van Neurenberg (?–1297) ⚭ vóór 1278 Helena van Saksen (?–1309)          | Otto I van Waldeck (?–1305) ⚭ vóór 1276 Sophia van Hessen (?–na 1331)                | Otto I van Waldeck (?–1305) ⚭ vóór 1276 Sophia van Hessen (?–na 1331)                            | Diederik VI van Kleef (1256/57–1305) ⚭ vóór 1279 Margaretha van Gelre en Zutphen (?–1282/87) | Diederik VI van Kleef (1256/57–1305) ⚭ vóór 1279 Margaretha van Gelre en Zutphen (?–1282/87) |
| Grootouders                                 | Emico I van Nassau-Hadamar (?–1334) ⚭ vóór 1297 Anna van Neurenberg (?–1355/57)                           | Emico I van Nassau-Hadamar (?–1334) ⚭ vóór 1297 Anna van Neurenberg (?–1355/57)      | Emico I van Nassau-Hadamar (?–1334) ⚭ vóór 1297 Anna van Neurenberg (?–1355/57)      | Emico I van Nassau-Hadamar (?–1334) ⚭ vóór 1297 Anna van Neurenberg (?–1355/57)      | Hendrik IV van Waldeck (?–1348) ⚭ 1306 Adelheid van Kleef (?–na 1320)                | Hendrik IV van Waldeck (?–1348) ⚭ 1306 Adelheid van Kleef (?–na 1320)                            | Hendrik IV van Waldeck (?–1348) ⚭ 1306 Adelheid van Kleef (?–na 1320)                        | Hendrik IV van Waldeck (?–1348) ⚭ 1306 Adelheid van Kleef (?–na 1320)                        |
| Ouders                                      | Johan van Nassau-Hadamar (?–1364/65) ⚭ vóór 1331 Elisabeth van Waldeck (?–vóór 1385)                      | Johan van Nassau-Hadamar (?–1364/65) ⚭ vóór 1331 Elisabeth van Waldeck (?–vóór 1385) | Johan van Nassau-Hadamar (?–1364/65) ⚭ vóór 1331 Elisabeth van Waldeck (?–vóór 1385) | Johan van Nassau-Hadamar (?–1364/65) ⚭ vóór 1331 Elisabeth van Waldeck (?–vóór 1385) | Johan van Nassau-Hadamar (?–1364/65) ⚭ vóór 1331 Elisabeth van Waldeck (?–vóór 1385) | Johan van Nassau-Hadamar (?–1364/65) ⚭ vóór 1331 Elisabeth van Waldeck (?–vóór 1385)             | Johan van Nassau-Hadamar (?–1364/65) ⚭ vóór 1331 Elisabeth van Waldeck (?–vóór 1385)         | Johan van Nassau-Hadamar (?–1364/65) ⚭ vóór 1331 Elisabeth van Waldeck (?–vóór 1385)         |